# Dichagyris saturata
Dichagyris saturata là một loài bướm đêm trong họ Noctuidae.